# Арта
Арта (гр: Άρτα) је град у северозападном делу Грчке и седиште истоименог округа.
Град Арта је познат по томе што је била седиште Епирске деспотовине током средњег века. Захваљујући овоме у граду и околини постоји више добро очуваних грађевина, најчешће цркава из раздобља Византије, па је град познат као место са богатим византијским наслеђем. Друга важна особеност града је да је Арта седиште Техничког Инситута Епира, важне високошколске установе у западној Грчкој.

## Географија
Град Арта налази се у јужном делу историјске историјске покрајине Епир, близу обале Залива Арта, дела Јонског мора. Град се образовао близу ушћа реке Арахтос у море и од њега воде путеви ка унутрашњости. Источно и северно од града дижу се почеци планинског ланца Пинда.
Клима у Арти је средоземна.

## Историја
Најстарији археолошки налази у подручју Арте говоре да је ово подручје било насељено још у време праисторије. У 9. веку п. н. е. јавља се прво стално насеље на подручју Арте, да би у 7. веку п. н. е. Коринћани оснибају град под именом Амвракија, претечу данашњег града. Ово одручје потпало је под власт античке Македоније. У 2 веку п. н. е. оно је пало под староримску власт после покоравања покрајине, којом је владао владар Пир ("Пирова победа").
Арта се под данашњим називом први пут спомиње у византијским списима из 1082. године, као скромно насеље. Међутим, после крсташког заузећа Цариграда и већег дела Византије у периферно постављеној Арти јавља се самостална власт, позната као Епирска деспотовина. Први владар био је Михајло I Комнин Дука. Пред крај 13. века ова деспотовина поновно улази у састав Византије, а ускоро и средњовековне Србије (1337-59.), потом Албанаца и на на крају Италијана.
1449. Турци Османлије заузимају Арту преимењујући је у „Нарду“. Град је био под Турцима краће него већина других градова у Грчкој, јер су у раздобљу 1717-97. године градом владали Млечани, а затим поново Турци.
1881. године град са јужним делом Епира припада савременој Грчкој, а после Грчко-турског рата 1923. године у град се досељавају и грчке пребеглице из Мале Азије. Током 20. века град се развија у подручно средиште јужног Епира.
Арта се убраја у грчке градове с веома добро очуваним наслеђем из византијске ере, мада постоје споменици и из других историјских раздобља. Најзначајнији остаци су: остаци Аполоновог храма из времена старе Грчке, цркве из доба касне Византије (13. и 14. в.), посебно Црква Паригоритрија, остаци замка из доба касне Византије (веома добро очувани) и Мост града Арте из турског раздобља.

## Становништво
Арта данас има око 25.000 становника. Становништво чине углавном етнички Грци. Кретање становништва по последњим пописима било је следеће:
| 1981.  | 1991.  | 2001.  |
| ------ | ------ | ------ |
| 20.004 | 23.710 | 23.863 |

Кретање броја становника у општини по пописима:
| 2011.  |
| ------ |
| 43.166 |